# Abraham Simpson
Abraham "Abe" Jeremiah Simpson és un personatge de ficció de la sèrie de televisió Els Simpson. És el pare de Homer Simpson i l'avi de Bart Simpson, Lisa Simpson i Maggie Simpson

## Biografia
Va néixer l'any 1902. És veterà de la Primera i Segona Guerra Mundial, i contínuament està explicant batalles. Va tenir una filla amb una anglesa quan va desembarcar amb les tropes. Gràcies a ell la família Simpson va poder comprar la seva casa, ja que ell va vendre la que havia guanyat en un concurs anys enrere.
Segons ell, va iniciar les baralles entre gats i gossos i en un naufragi d'ell i Burns va fer caure al Pare Noel per accident. Pot treure's la roba interior sense treure's primer els pantalons. Odia el xou de Grata i Pica. El seu besavi va inventar un estimulant sexual mentre creava medecines que en realitat causa un lleuger enverinament per la falta d'higiene en la seva preparació. De nen, després d'emigrar d'Irlanda, va viure a l'estàtua de la Llibertat. Va ser deixat en una residència d'ancians per Homer, el seu fill.
La seva ex-esposa, la mare d'Homer, és una activista pacifista, hippy i pròfug de la justícia. En un capítol, Abraham Simpson es va enamorar de Jacqueline Bouvier, la mare de Marge, encara que finalment Burns li va arrabassar. Se li coneix pel renom d'"Avi" o "Abe". Té un germà, anomenat Cyrus que viu a Tahití amb 15 manilles natives que, segons Abraham, va desaparèixer en la Segona Guerra Mundial i no el va tornar a veure més fins i tot que al capítol "Contes de Nadal d'Els Simpson" de la 17a temporada apareix a la història "I Saw Grampa Cussing Santa Claus". Es diu que per escapar del servei militar en la Segona Guerra Mundial, es va disfressar de dona i va jugar a la lliga femenina de beisbol de Springfield, fins que una vegada li va caure la perruca i va ser descobert.

### Personalitat
L'avi Simpson és un home vell i bastant senil, que viu al Castell del Jubilat de Springfield; que és un lloc trist, solitari, esguerrat i depriment gent vella (un senyal prop de l'entrada diu "Gràcies per no parlar del món exterior"). El seu amic més proper sembla Jaspi, que també resideix al Castell del Jubilat.